# 196 г. пр.н.е.
196 (сто деветдесет и шеста) година преди новата ера (пр.н.е.) е година от доюлианския (Помпилийски) римски календар.

## Събития

### В Римската република
- Консули са Луций Фурий Пурпурион и Марк Клавдий Марцел.
- Създадена е жреческата колегия Septemviri epulonum.
- Опитите на консула Марцел да получи командването в Македония и Гърция са отблъснати и командването на Тит Квинкций Фламинин е удължено, а двамата консули получават командването в Италия.[1]
- Консулът Марцел води военна кампания срещу племената в Цизалпийска Галия.[1]
- Сенатът и комициите гласуват условията на мирния договор с Филип V Македонски. Царят трябва да оттегли гарнизоните си от Гърция, да предаде дезертьори, да намали флота си до 5 кораби, да съкрати армията си до 5000 войници, да не води войни без съгласието на Рим и да плати 1000 таланта, половината от който веднага, а останалата част на равни годишни вноски.[1]
- Десетчленна комисия е изпратена в Македония и Гърция за да осигури изпълнение на условията по мирния договор.[1]

### В Гърция и Тракия
- Гръцките държави одобряват условията на мирния договор с Македония. Единствено изключение правят етолийците, който не се чувстват удовлетворени от условията.[1]
- На Истмийските игри в Коринт Фламинин прокламира свободата на гръцките държави и градове от македонска хегемония.[2]
- Царят на Селевкидите Антиох III обсажда Лампсак и Смирна, след което преминава през Хелеспонта в Тракия, за да започне възстановяването на град Лизимахия.[3]
- Пратениците на Антиох III са предупредени, че царя не трябва да напада земите на Филип V, Птолемей V или гръцките държави.[4]

### В Картаген
- Ханибал е избран за един от двамата суфети, която е най-висшата управленска длъжност в Картаген. Той прокарва реформи в полза на народните събрания и за сметка на Картагенския сенат и обвинява други знатни личности в корупция пречеща на събирането на средства за изплащане на дължимите на Рим репарации.[4]

### В Египет
- Изработен е Розетския камък.

## Починали
- Марк Корнелий Цетег (консул 204 пр.н.е.), римски политик
- Гай Семпроний Тудицан (претор), римски политик